# オレシ・ホンチャール
オレシ・ホンチャール (英語: Oles Honchar、ウクライナ語: Олесь Гончар、本名：オレクサンドル・テレンティヨヴィチ・ビリチェンコ、ウクライナ語: Олександр Терентійович Біличенко、1918年4月3日 - 1995年7月14日）は、ウクライナの小説家、文芸評論家、政治家、社会活動家。社会主義リアリズムの枠組みで活躍し、特に小説『大聖堂』（1968年）で知られる。スターリン賞（1948年、1949年）、レーニン賞（1964年）、ソビエト連邦国家賞（1982年）、初代シェウチェンコ・ウクライナ国家賞（1962年）受賞者。ウクライナ英雄（2005年、死後）、社会主義労働英雄（1978年）。1959年から1971年までウクライナ作家連盟議長を務め、1978年にウクライナ国立科学アカデミーの正会員に選出された。ソビエト連邦最高会議代議員（第6期から第11期）、ソビエト連邦共産党中央委員会候補委員（1976年 - 1990年）、ウクライナ共産党中央委員会委員（1960年 - 1966年、1971年 - 1990年）を歴任。

## 生涯

### 幼少期
1918年4月3日、ウクライナ人民共和国（現：ウクライナ）カテリノスラウ県（現：ドニプロペトロウシク州）のロミウカ（ウクライナ語: Ломівка）で、テレンティー・スィドロヴィチ・ビリチェンコとテチャナ・ハウリーリウナ・ビリチェンコの間に生まれる。3歳の時に母を亡くし、ポルタヴァ州のスーヒェ村（ウクライナ語: Сухе）に住む母方の祖父母に引き取られた。祖母は敬虔な信者で、その詩的で情熱的な語りが少年時代のホンチャールに深い影響を与え、後に彼は祖母を「民衆の真実と良心の体現者」と称した。
1927年、学校入学時に母方の姓「ホンチャール」と名「オレシ」（クラスに別のオレクサンドルがいたため）を採用。公式記録では出生地がスーヒェ村とされたが、後に妻ヴァレンティナがロミウカの教会記録で真の出生地を確認した。

### 教育
1930年代はホンチャールの作家としての形成期だった。1933年から1937年までハルキウのハルキウ共産主義新聞技師学校で学び、言語学者のユーリー・シェヴェリョウに師事。シェヴェリョウはホンチャールを最も優秀な学生と評した。同時期、ポルタヴァ州コゼリシチナの地方新聞やハルキウの共産主義青年団新聞で記者として働き、創作活動を開始。
1938年、ハルキウ大学の言語学部に入学。大学時代を「科学の神殿への入場」と振り返り、イヴァン・フランコの詩『モーゼ』やフリーホリー・スコヴォローダの哲学に関する研究を行った。初期の短編小説（例：「桜の花咲く」「イヴァン・モストヴィー」）は、身近な人々や生活を題材にした。

### 第二次世界大戦
1941年6月、第二次世界大戦の勃発に伴い、学生義勇兵として前線へ志願。1942年夏に捕虜となるが、1943年に脱走し、赤軍に復帰。戦闘では迫撃砲中隊の伍長として従軍し、終戦時には上級曹長に昇進。戦功により赤星勲章（1945年）、栄光勲章三級（1945年）、勇気に対するメダル3個（1944年、1945年）を受章。3度の負傷を負い、足に残った弾片は生涯除去されなかった。
前線では軍の禁止にもかかわらず日記を書き続け、詩やスケッチを「感情の覚書」「未来の作品の草稿」と称した。これらは後に『旗手たち』や『人と武器』の基盤となった。

### 戦後
戦後、ドニプロペトロウシク（現：ドニプロ）の妹宅で執筆活動を再開。1946年にドニプロペトロウシク大学を卒業し、同年ソビエト連邦共産党に入党。1946年から1948年にかけて、戦争をテーマにした三部作『旗手たち』（「アルプス」「青いドナウ」「黄金のプラハ」）を発表。ウクライナ作家連盟の機関誌ヴィッチュズナに掲載され、ユーリー・ヤノフシキー、パウロー・ティチナ、アレクサンドル・ファデーエフらから高評価を受けた。この作品で1948年と1949年にスターリン賞を受賞。

### ウクライナ作家連盟
1952年から1959年までウクライナ作家連盟副議長、1959年から1971年まで議長を務め、1971年から1986年までソビエト作家連盟書記を兼任。1973年、アレクサンドル・ソルジェニーツィンとアンドレイ・サハロフを批判するソビエト作家の公開書簡に署名。同年、ウクライナ平和擁護委員会議長および世界平和評議会会員に就任。

### ソ連崩壊とウクライナ独立
1990年10月、花崗岩の上の革命でハンガーストライキを行う学生（孫娘レシアを含む）を支持し、ソビエト連邦共産党を離党。離党声明は『リテラトゥールナ・ウクライナ』紙に掲載され、ウクライナ知識人の離党を促した。ウクライナ人民運動の創設にも関与。
1995年7月14日、キエフのバイコヴェ墓地で死去。

## 文学活動
ホンチャールの作品は、ウクライナ語、ウクライナ文化、精神性、故郷への愛を核とする。戦後、戦争をテーマにした『旗手たち』で名声を確立。1940年代後半から1950年代初頭には、戦争の英雄性を描いた短編（例：「モドリ・カーメン」「イロンカ」「歌う山々」）や、地下抵抗運動不屈のポルタヴァ娘をテーマにした中編『大地が鳴る』を発表。
1950年代には、平和な生活や道徳的問題を描いた短編集『南』（1951年）、『雲の彼方の道』（1953年）、『葦の魔法』（1958年）、中編『ミキータ・ブラトゥシ』（1951年）、『灯をともせ』（1955年）、歴史革命小説『タヴリヤ』（1952年）、『ペレコープ』（1957年）を出版。
1960年代以降の代表作には、レーニン賞受賞作『トロンカ』（1963年）、『大聖堂』（1968年）、『愛の岸』（1976年）、『君の星』（1980年）、中編『ブリガンティナ』（1972年）、短編「クレサフト」（1963年）、「岬にて」（1966年）などがある。

### 『大聖堂』とその論争
1968年にヴィッチュズナで発表された『大聖堂』は、ノヴォモスクのコサック時代の大聖堂をモチーフに、ウクライナの文化的遺産と道徳的退廃を描いた。初期の好評にもかかわらず、ソビエト当局から「反ソビエト的」と批判され、約20年間文学界から排除された。この批判はドニプロでのディシデント運動を刺激し、イヴァン・ソクルィシクィイとムィハイロ・スコルィクによるドニプロペトロウシクの創造的若者の手紙が当局に提出された。ホンチャールは1992年の日記で、作品への支持を「全国的な抵抗運動」と称し、ヴァスィリ・スィモネンコやヴォロディミル・イヴァシュクらをウクライナの文化的抵抗の象徴とみなした。

## 政治的見解
2008年に公開された『日記』では、スターリン体制によるウクライナの抑圧への深い悲しみが明らかになった。ホンチャールは「野蛮な時代」「ウクライナの天才（タラス・シェウチェンコ、ミコラ・ホーホリ、フリーホリー・スコヴォローダ）の悲劇的運命」「スターリン主義のジェノサイド」を批判。2015年の報道では、『日記』にドンバスを「ウクライナを窒息させる癌」と表現し、切り離すべきとする記述があったとされるが、公開版では削除された可能性がある。

## 社会活動
ウクライナ文化基金の設立に貢献。1990年の花崗岩の上の革命では学生運動を支持し、ウクライナの独立運動に積極的に関与した。

## 作品一覧

### 小説
- 『旗手たち』（1946年 - 1948年）
  - 「アルプス」（1946年）
  - 「青いドナウ」（1947年）
  - 「黄金のプラハ」（1948年）
- 『タヴリヤ』（1952年）
- 『ペレコープ』（1957年）
- 『人と武器』（1960年）
- 『トロンカ』（1963年）
- 『大聖堂』（1968年）
- 『サイクロン』（1970年）
- 『愛の岸』（1976年）
- 『君の星』（1980年）

### 中編
- 『コオロギの野』（1941年）
- 『大地が鳴る』（1947年）
- 『ミキータ・ブラトゥシ』（1950年）
- 『灯をともせ』（1954年）
- 『パルチザンの火花』（1955年、映画原作）
- 『ブリガンティナ』（1973年）
- 『遠い炎』（1986年）
- 『海洋の記憶』（1988年）

### 短編集
- 『短編』（1949年）
- 『南』（1951年）
- 『雲の彼方の道』（1953年）
- 『短編』（1954年）
- 『葦の魔法』（1958年）
- 『ヴェルホヴィナのマーシャ』（1959年）
- 『刹那の幸福』（1964年）
- 『遠い篝火』（1987年）

### 評論・エッセイ
- 『我々の文学について』（1950年）
- 『身近な中国』（1952年）
- 『日本の素描』（1962年）
- 『我々の作家について』（1972年）
- 『愛する者たち』（1978年）
- 『作家の思索』（1980年）
- 『我々を生かすもの：ウクライナ復興への道』（1991年）

## 記念事業

### モニュメント
- キエフのオレシ・ホンチャール公園（リピンシキー通りとコツュビンシキー通りの角）に2001年5月29日に建立された像（彫刻家：ヴォロディミル・チェペリク（ウクライナ語版））。高さ2.4m、台座は花崗岩製[9]。
- バイコヴェ墓地の墓碑（彫刻家：イェウヘン・プロコポウ（ウクライナ語版））。

### 記念プレート
- キエフの作家ビル「ロリト（ウクライナ語版）」
- ハルキウのウニヴェルシテツカ通り23番地
- ドニプロのドニプロペトロウシク州80周年広場
- ザポリージャ国立大学の建物
- キエフの聖ミハイール金頂修道院

### 博物館
- ポルタヴァ州スーヒェ村のオレシ・ホンチャール記念博物館（ウクライナ語版）（2000年8月28日開館）[10]。
- ドニプロジルジンシクの第25中学校（2007年10月19日開館）。
- キエフのオレシ・ホンチャール第76専門学校（2008年4月1日開館）。
- キーウ大学タラス・シェウチェンコ記念言語学部のオレシ・ホンチャール記念室（2018年4月3日開館）。

### 地名
- キエフのオレシ・ホンチャール公園
- キエフ、ハルキウ、ドニプロ、イヴァノ＝フランキウシク、ビーラ・ツェルクヴァ、チェルニウツィー、ポルタヴァ、テルノーピリ州チョルトキウ、スーヒェ村のオレシ・ホンチャール通り（ウクライナ語版）。

### 施設命名
- ドニプロ国立大学オレシ・ホンチャール記念
- ヘルソン州立科学図書館オレシ・ホンチャール記念
- ポルタヴァ州青少年図書館オレシ・ホンチャール記念
- キエフのオレシ・ホンチャール第76専門学校
- ポルタヴァ州コゼリシチナ中央図書館
- ポルタヴァ州コベリャキ第2中学校

### 奨学金・賞
- キエフ国立大学、ドニプロ国立大学、ハルキウ国立大学でのオレシ・ホンチャール奨学金。
- オレシ・ホンチャール国際文学賞（ウクライナ語版）（若手作家向け）。
- オレシ・ホンチャール国家文学賞（ウクライナ語版）。
- ボリステン文学賞（ウクライナ語版）。

### 映像作品
- 『ステップの巨人』（ドニプロペトロウシク・テレビ劇場、『大聖堂』の映像化）
- 『人間の魂の建築家』（ドヴジェンコ映画スタジオ、2001年）
- 『オレシ・ホンチャール：大聖堂』（ウクライナ国立テレビ、2008年）
- 『オレシ・ホンチャール：悲しみと喜びの日記』（グラス放送、2010年）
- 『オレシ・ホンチャールの世界の星』（コンコルダント・ピクチャーズ、2011年）
- 『オレシ・ホンチャール：人と運命』（ヘルソン放送、2014年）
- 『大聖堂』（ニーラ・クリュコーヴァによる独演劇、1993年）
- 『オレシ・ホンチャール：言葉は武器』（カテリナ・ストレリチェンコ監督、2022年）

### その他
- ウクライナ国立銀行の記念コイン（2000年、2フリヴニャ）。
- ウクライナ国立記憶研究所の「不屈の人々」プロジェクト（2016年、ホロドモール生存者として）[11]。

## 家族
妻ヴァレンティナ・ダニーリウナ・ホンチャールは戦後ドニプロで出会い、生涯の支えとなった。娘リュドミラ（英文学翻訳者）と息子ユーリー（生物学者）をもうけた。姉オレクサンドラ・ソヴァ（1914年 - 2015年）は101歳まで生き、ホンチャールが『旗手たち』を執筆した家に住んだ。

## 受賞歴
- ウクライナ英雄（2005年、死後）
- 社会主義労働英雄（ MILLENNIUM AWARD 1978年）
- レーニン勲章3回（1960年、1967年、1978年）
- 十月革命勲章（1971年）
- 労働赤旗勲章2回（1984年、1988年）
- 祖国戦争勲章一級（1985年）
- 赤星勲章（1945年）
- 栄光勲章三級（1945年）
- 友好勲章（1982年）
- スターリン賞二等（1948年、1949年）
- レーニン賞（1964年）
- ソビエト連邦国家賞（1982年）
- シェウチェンコ・ウクライナ国家賞（1962年）